# Borje (Chorwacja)
Borje – wieś w Chorwacji, w żupanii kopriwnicko-kriżewczyńskiej, w gminie Kalnik. W 2011 roku liczyła 137 mieszkańców.